# Lac de Walenstadt
Le lac de Walenstadt (en allemand Walensee, (en allemand : /ˈvaːln̩ˌzeː/,, ? Écouter [Fiche])) est un lac suisse situé dans les cantons de Saint-Gall et de Glaris.

## Hydrologie

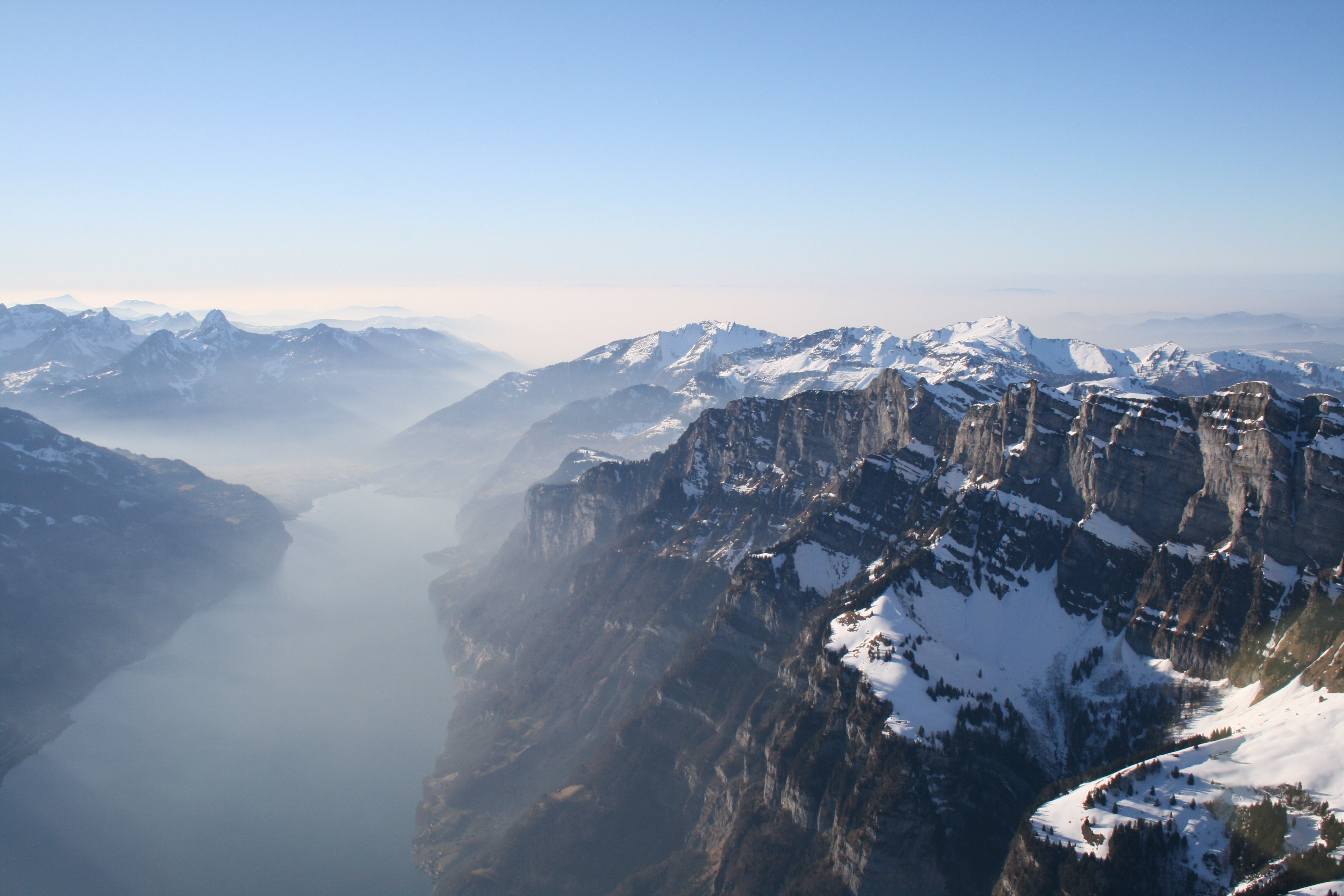
Le lac de Walenstadt.

Alimentation : Linth, Seez.

## Histoire
Ce lac inspira le musicien Franz Liszt. Dans la première année des Années de pèlerinage, la Suisse, une pièce porte son nom.